# Is er een dokter in de zaal?
Is er een dokter in de zaal? was een humoristische panelquiz over gezondheid op Eén, gepresenteerd door Philippe Geubels. Het eerste seizoen werd uitgezonden in 2019. In 2020 is het tweede seizoen van start gegaan en in 2021 het derde seizoen.
In dit programma gaat Philippe Geubels samen met vier bekende panelgasten op zoek naar antwoorden op prangende en minder prangende medische vragen. Zij worden daarin bijgestaan door dokter Sofie Lemmens, een gediplomeerd arts.
Philippe Geubels maakt ook een Nederlandse versie van deze quiz die wordt uitgezonden op RTL 4.

## Verloop
De quiz bestaat uit vijf rondes, waarbij de panels 1 punt verdienen per juist antwoord.  Af en toe wordt de quiz onderbroken door een "spoedeisende vraag", waarvan het juiste antwoord 10 punten oplevert.
Zeg eens A B CIn de eerste ronde krijgen de panels een aantal meerkeuzevragen en moeten ze raden welke van de drie mogelijkheden de juiste is.
Uit studies is gebleken (seizoen 1-2)De teams krijgen de conclusies van een aantal studies voorgeschoteld, waarin enkele woorden zijn weggelaten. Het is aan de panelleden om de ontbrekende stukken aan te vullen.
Het grote bevolkingsonderzoek (seizoen 3)De panelleden moeten inschatten hoe de ondervraagden geantwoord hebben op een aantal enquêtes.
Is er een uitvinder in de zaal?In deze ronde worden worden vier revolutionaire medische uitvindingen voorgesteld, maar slecht een ervan is echt.  De teams moeten bepalen dewelke.  Daarna komen de uitvinders zelf hun uitvinding toelichten.
Vroeger was alles beter (seizoen 1-2)In deze ronde draait alles rond remedies en medische instrumenten uit lang vervlogen tijden. De panelleden moeten proberen te achterhalen waarvoor een en ander dient.
Themaronde (seizoen 3)In deze ronde draaien alle vragen rond een welbepaald thema. Wat het thema is wordt duidelijk na de eerste vraag.
De laatste rondeIn de laatste ronde krijgen de teams enkele stellingen voorgeschoteld met twee mogelijke antwoorden.

## Afleveringen

### Seizoen 1
In het eerste seizoen gingen de punten bij een fout antwoord naar de presentator.  Het was dan ook niet uitzonderlijk dat een aflevering gewonnen werd door Philippe Geubels zelf.
| Afl. | Uitzenddatum | Panelleden                                                           | Kijkcijfers |
| ---- | ------------ | -------------------------------------------------------------------- | ----------- |
| 1    | 2 mei 2019   | Erik van Looy, Seppe Toremans, Maaike Cafmeyer, Jens Dendoncker      | 1.015.973   |
| 2    | 9 mei 2019   | Thomas Smith, Jan Jaap van der Wal, Danira Boukhriss, Sven De Ridder | 791.270     |
| 3    | 16 mei 2019  | Jacques Vermeire, Maaike Cafmeyer, Jens Dendoncker, Jeroom           | 752.481     |
| 4    | 23 mei 2019  | Erhan Demirci, Jeroen Baert, Soe Nsuki, Alex Agnew                   | 743.747     |
| 5    | 30 mei 2019  | Sven De Ridder, Frances Lefebure, Lukas Lelie, Erik Van Looy         | 902.234     |
| 6    | 6 juni 2019  | James Cooke, Margriet Hermans, Jeroom, Thomas Smith                  | 872.008     |
| 7    | 13 juni 2019 | Bart Cannaerts, William Boeva, Liesa Naert, Steven Mahieu            | 916.714     |
| 8    | 20 juni 2019 | Kamal Kharmach, Tom Waes, Eva De Roo, Jan Jaap van der Wal           | 865.035     |

Is er een kerstman in de zaal?
In deze kerstspecial gingen de panelleden op zoek naar antwoorden op vragen over Kerstmis. Op de plaats van dokter Sofie Lemmens zit deze keer kerstman Jacques Vermeire.
| Afl. | Uitzenddatum     | Panelleden                                                          | Kijkcijfers |
| ---- | ---------------- | ------------------------------------------------------------------- | ----------- |
|      | 25 december 2019 | Jan Jaap van der Wal, Barbara Sarafian, Bart Kaëll, Jonas Geirnaert | 855.279     |

### Seizoen 2
In het tweede seizoen gaan er bij een fout antwoord geen punten meer naar Philippe Geubels.  In de laatste ronde is elk goed antwoord 5 punten waard, maar bij een fout antwoord worden er 5 punten afgetrokken.
| Afl. | Uitzenddatum  | Panelleden                                                            | Kijkcijfers |
| ---- | ------------- | --------------------------------------------------------------------- | ----------- |
| 1    | 5 maart 2020  | Rani De Coninck, Thomas Smith, Joris Hessels, Erik Van Looy           | 965.590     |
| 2    | 12 maart 2020 | Tom Lenaerts, Nora Gharib, Jasper Posson, Alex Agnew                  | 1.039.833   |
| 3    | 19 maart 2020 | Jens Dendoncker, Jef Neve, Soe Nsuki, Jelle Cleymans                  | 1.101.964   |
| 4    | 26 maart 2020 | William Boeva, Jeroen Meus, Julie Van den Steen, Adriaan Van den Hoof | 1.161.644   |
| 5    | 2 april 2020  | Seppe Toremans, Maaike Cafmeyer, Erhan Demirci, Rik Verheye           | 1.054.483   |
| 6    | 9 april 2020  | Jacques Vermeire, Evi Hanssen, Erik Van Looy, Jandino Asporaat        | 1.070.768   |
| 7    | 16 april 2020 | Jani Kazaltzis, Élodie Ouédraogo, Sven De Leijer, Jens Dendoncker     | 1.086.970   |
| 8    | 23 april 2020 | Jan Jaap van der Wal, Maaike Cafmeyer, Lukas Lelie, Sven De Ridder    | 984.426     |

### Seizoen 3
In het derde seizoen zijn er geen spoedeisende vragen meer. In de laatste ronde krijgen de panelleden telkens vijf seconden om een vraag te beantwoorden, waarbij elke goed beantwoorde vraag 3 punten oplevert.
| Afl. | Uitzenddatum      | Panelleden                                                        | Kijkcijfers |
| ---- | ----------------- | ----------------------------------------------------------------- | ----------- |
| 1    | 2 september 2021  | Gert Verhulst, Marie Verhulst, Jeroen Meus, Alex Agnew            | 726.722     |
| 2    | 9 september 2021  | James Cooke, William Boeva, Rani De Coninck, Lukas Lelie          | 689.148     |
| 3    | 16 september 2021 | Alex Agnew, Hakim Chatar, Barbara Sarafian, Pedro Elias           | 729.656     |
| 4    | 23 september 2021 | William Boeva, Lotte Vanwezemael, Sven De Leijer, Jeroen Verdick  | 705.189     |
| 5    | 30 september 2021 | Amelie Albrecht, Adriaan Van den Hoof, Bart Kaëll, Erhan Demirci  | 758.024     |
| 6    | 7 oktober 2021    | Jeroen Meus, Jan Verheyen, Evi Hanssen, Thomas Smith              | 497.535     |
| 7    | 14 oktober 2021   | Erik Van Looy, Soe Nsuki, Kawtar Ehlalouch, Jonas Geirnaert       | 835.520     |
| 8    | 21 oktober 2021   | Maaike Cafmeyer, Piv Huvluv, Erik Van Looy, Steven Van Herreweghe | 760.182     |